# Miguel Ángel Scenna
Miguel Ángel Scenna (1924-1981) fue un historiador argentino, especializado en historia política de la Argentina, de profesión médico oftalmólogo. Publicó gran cantidad de libros y artículos, entre los que se destacan por su impacto, Cuando murió Buenos Aires 1871 (1974) sobre la trágica epidemia de fiebre amarilla, Los Militares (1980) y F.O.R.J.A., una aventura Argentina (De Yrigoyen a Perón) (1983). Fue un habitual colaborador de la revista Todo es Historia, dirigida por Félix Luna, donde publicó gran cantidad de artículos. Se lo consideró un miembro moderado de la corriente revisionista.

## Obra
- Cómo fueron las relaciones Argentino-Norteamericanas (1970)
- Las brevas maduras (1804-1810) (1974), libro integrante de la colección Memorial de la Patria, dirigida por Félix Luna
- F.O.R.J.A., una aventura Argentina (De Yrigoyen a Perón) (1972)
- Antes de Colón (1974)
- Braden o Perón (1974)
- Cuando murió Buenos Aires 1871 (1974)
- Argentina-Brasil: Cuatro Siglos de Rivalidad (1975)
- Los que escribieron nuestra historia (1976)
- Crónicas de Buenos Aires (1977)
- Los Militares (1980)
- Argentina-Chile: Una Frontera Caliente (1981)